# Rosa Díez
Rosa Díez (n. 27 mai 1952, Gueñes⁠(d), Comunitatea Autonomă a Țării Basce, Spania) este un om politic spaniol, membru al Parlamentului European în perioada 2004-2009 din partea Spaniei.
1. 1 2   http://www.elimparcial.es/noticia/4406/elecciones/rosa-diez-gonzalez.html Lipsește sau este vid: |title= (ajutor)
2. ↑   http://www.libertaddigital.com/sociedad/2011-08-18/rosa-diez-ve-fanatismo-puro-en-las-marchas-antipapa-1276432865/ Lipsește sau este vid: |title= (ajutor)
3. ↑   http://www.congreso.es/portal/page/portal/Congreso/Congreso/Diputados/BusqForm?_piref73_1333155_73_1333154_1333154.next_page=/wc/fichaDiputado?idDiputado=135&idLegislatura=9, accesat în 23 noiembrie 2017 Lipsește sau este vid: |title= (ajutor)
4. ↑  Deputații în Parlamentul European, accesat în 28 octombrie 2024
5. ↑   https://www.legebiltzarra.eus/comparla/e_comparla_ter_L05_01.html Lipsește sau este vid: |title= (ajutor)
6. ↑   https://www.legebiltzarra.eus/comparla/e_comparla_alf_L04.html Lipsește sau este vid: |title= (ajutor)
7. ↑   https://www.legebiltzarra.eus/comparla/e_comparla_alf_L03.html Lipsește sau este vid: |title= (ajutor)